# Przewłoka (roślina)
Przewłoka (Smyrnium L.) – rodzaj roślin z rodziny selerowatych. Obejmuje 7 gatunków, ale kolejne o problematycznym statusie są opisywane. Rośliny te rosną w zachodniej i południowej Europie, w północnej Afryce i w zachodniej Azji. Najdalej na północ – do północno-zachodniej Francji sięga naturalny zasięg S. olusatrum. Jako zawleczone i zdziczałe rosną te rośliny poza tym na Wyspach Brytyjskich, w Holandii i na Bermudach. Występują na terenach skalistych, w zaroślach i widnych lasach, często też na przydrożach, zwłaszcza w pobliżu wybrzeży morskich. Kwiaty zapylane są głównie przez muchówki, zwłaszcza z rodzaju Bibio.
Przewłoka warzywna S. olusatrum uprawiana była w starożytności i średniowieczu jako warzywo zimowe, dopóki nie została zastąpiona przez selery zwyczajne w XV wieku. Uznaje się, że do Anglii sprowadzona została przez Rzymian. Ma o tym świadczyć to, że zdziczała wciąż jeszcze utrzymuje się przy ruinach osad rzymskich. Podobnie znajdowana jest przy dawnych klasztorach, przy których była uprawiana jako postne pożywienie. Jadano młode pędy, ogonki liściowe i liście, pąki kwiatowe oraz korzenie tej rośliny. Ceniono ich smak, podobny do selerów, ale nieco ostrzejszy. Roślina cechuje się wysoką zawartością witaminy C, a poza tym ma działanie moczopędne, oczyszczające i przeczyszczające (zwłaszcza korzeń). Przewłoka dziurkowana S. perfoliatum uprawiana jest jako roślina ozdobna dla swych oryginalnych liści obrastających łodygę, jasnożółtozielonych w okresie wiosennym.

## Morfologia

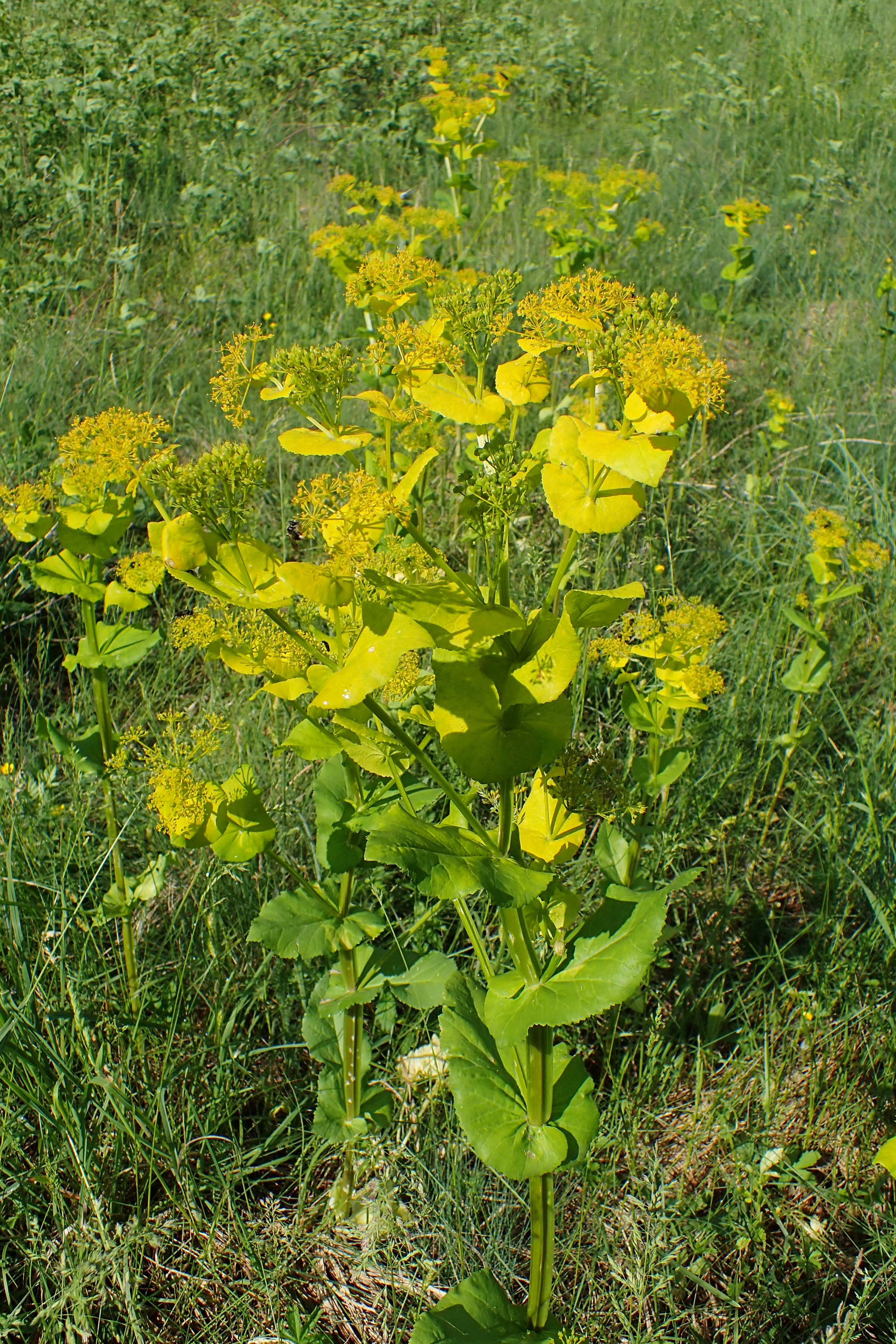
Przewłoka dziurkowana

PokrójRośliny dwuletnie o pędach nagich, osiągających ponad 2 m wysokości. U nasady pędu brak włóknistych nasad starych liści.
LiściePodzielone 2–4-krotnie pierzasto lub trójkrotnie. Górne liście zwykle niepodzielone, skrętoległe lub naprzeciwległe.
KwiatyZebrane w baldachy złożone, silnie rozgałęzione zwykle bez pokryw i pokrywek. Działek kielicha brak. Płatki korony żółte, w liczbie pięciu, lancetowate do sercowatych, z zagiętym wierzchołkiem. Pręciki także w liczbie 5. Zalążnia dolna, dwukomorowa, w każdej z komór z pojedynczym zalążkiem. Szyjki słupka dwie.
OwoceRozłupnia rozpadająca się na dwie rozłupki, wygięte i nie spłaszczone – jajowate do kulistawych, z cienkimi żebrami, zwykle czerniejące podczas dojrzewania.

## Systematyka
Pozycja systematyczna
W obrębie rodziny selerowatych (baldaszkowatych) Apiaceae rodzaj klasyfikowany jest do podrodziny Apioideae, plemienia Smyrnieae.
Wykaz gatunków
- Smyrnium apiifolium Willd.
- Smyrnium connatum Boiss. & Kotschy
- Smyrnium creticum Mill.
- Smyrnium olusatrum L. – przewłoka warzywna
- Smyrnium orphanidis Boiss.
- Smyrnium perfoliatum L. – przewłoka dziurkowana
- Smyrnium rotundifolium Mill.